# Lophochernes laciniosus
Lophochernes laciniosus es una especie de arácnido del orden Pseudoscorpionida de la familia Cheliferidae.

## Distribución geográfica
Se encuentra en Java (isla) (Indonesia).